# Scraptia pulex
Scraptia pulex là một loài bọ cánh cứng trong họ Scraptiidae. Loài này được Fairmaire miêu tả khoa học năm 1897.